# Нохчі-Келой
Нохчі-Келой (рос. Нохчи-Келой) — село у Шатойському районі Чечні Російської Федерації.
Населення становить 448 осіб. Входить до складу муніципального утворення Нохчи-Келойське сільське поселення.

## Історія
Згідно із законом від 20 лютого 2009 року органом місцевого самоврядування є Нохчи-Келойське сільське поселення.

## Населення
| 1990 | 2002 | 2010 | 2012 | 2013 | 2014 | 2015 |
| ---- | ---- | ---- | ---- | ---- | ---- | ---- |
| 249  | ↘239 | ↗404 | ↘340 | ↗394 | ↘384 | ↗400 |
| 2016 | 2017 | 2018 | 2019 |      |      |      |
| ↗402 | ↗430 | ↗441 | ↗448 |      |      |      |